# Appleton Point
Der Appleton Point ist eine Landspitze im Südwesten von Elephant Island im Archipel der Südlichen Shetlandinseln. Sie liegt 2,5 km südöstlich des Stinker Point und unmittelbar westnordwestlich des Piperkov Point.
Das UK Antarctic Place-Names Committee benannte sie 2019. Namensgeber ist James Appleton, Kapitän des Robbenfängers Charles Shearer aus Stonnington, der zwischen 1874 und 1875 in den Gewässern um die Südlichen Shetlandinseln operierte und dessen Wrack, nachdem das Schiff 1877 spurlos verschwunden war, heute in einer Bucht nördlich der Landspitze liegt, die zu den Historischen Stätten und Denkmälern in der Antarktis (HSM-74) gehört.